# Dorfkirche Reitzengeschwenda

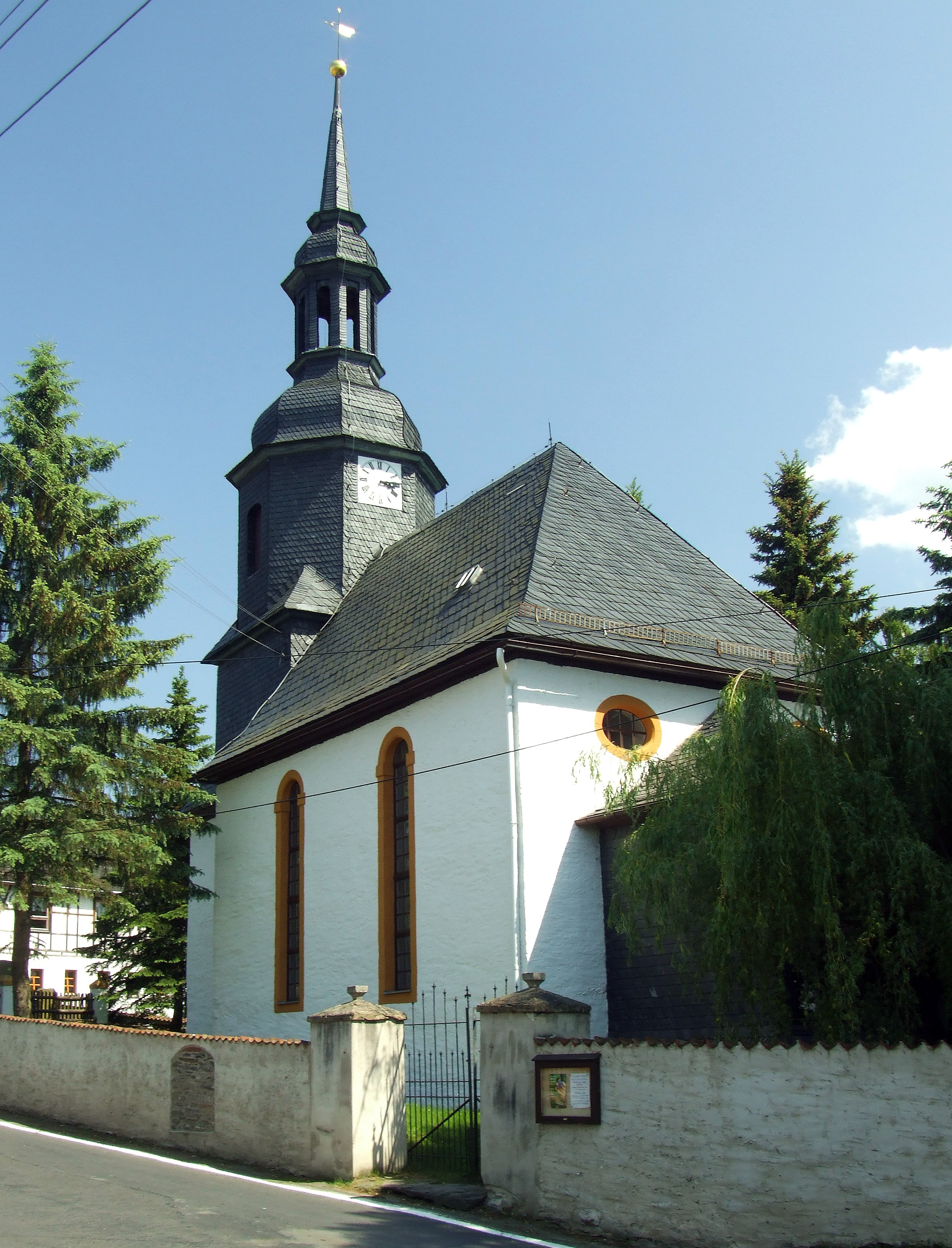
Dorfkirche Reitzengeschwenda

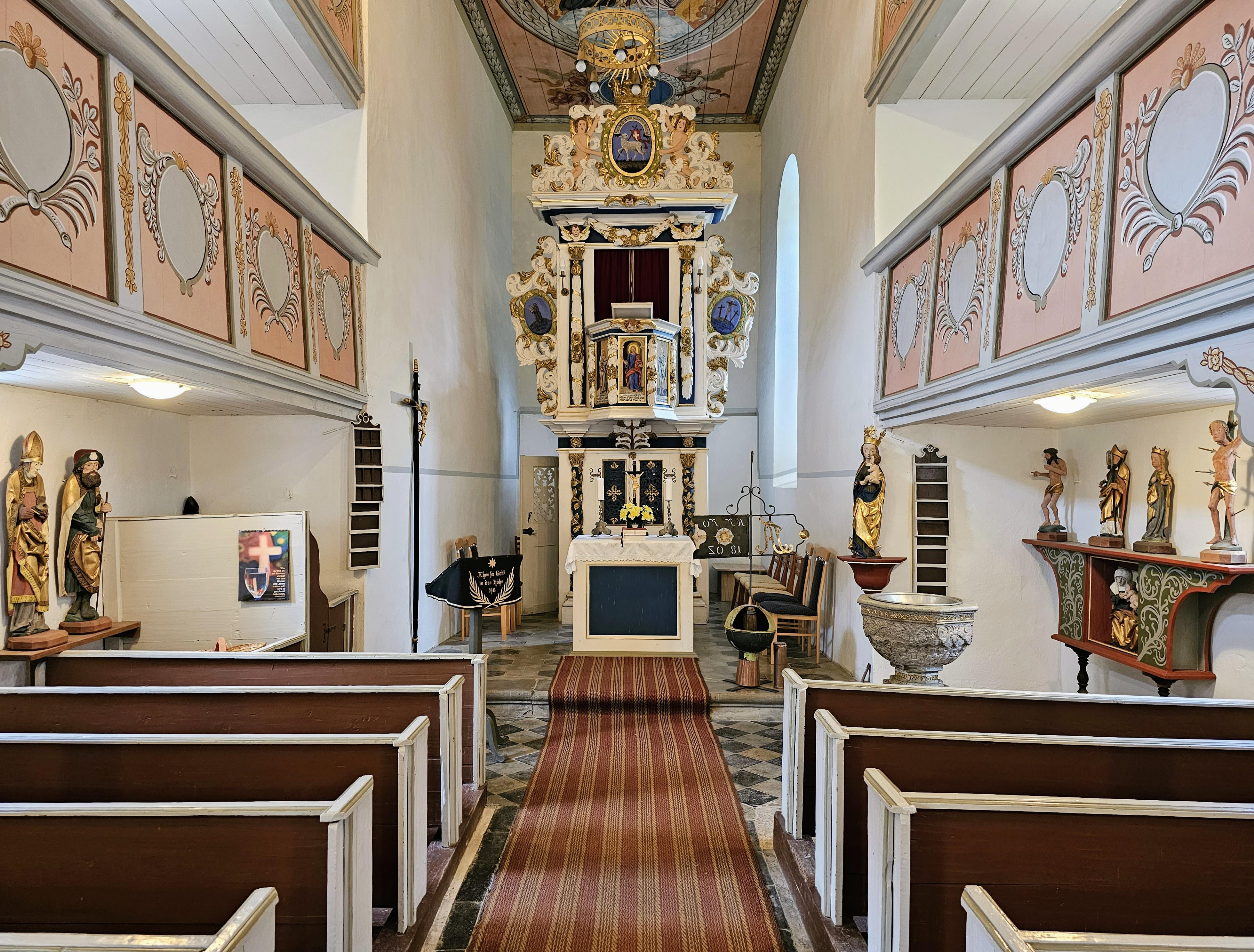
Innenraum (2023)

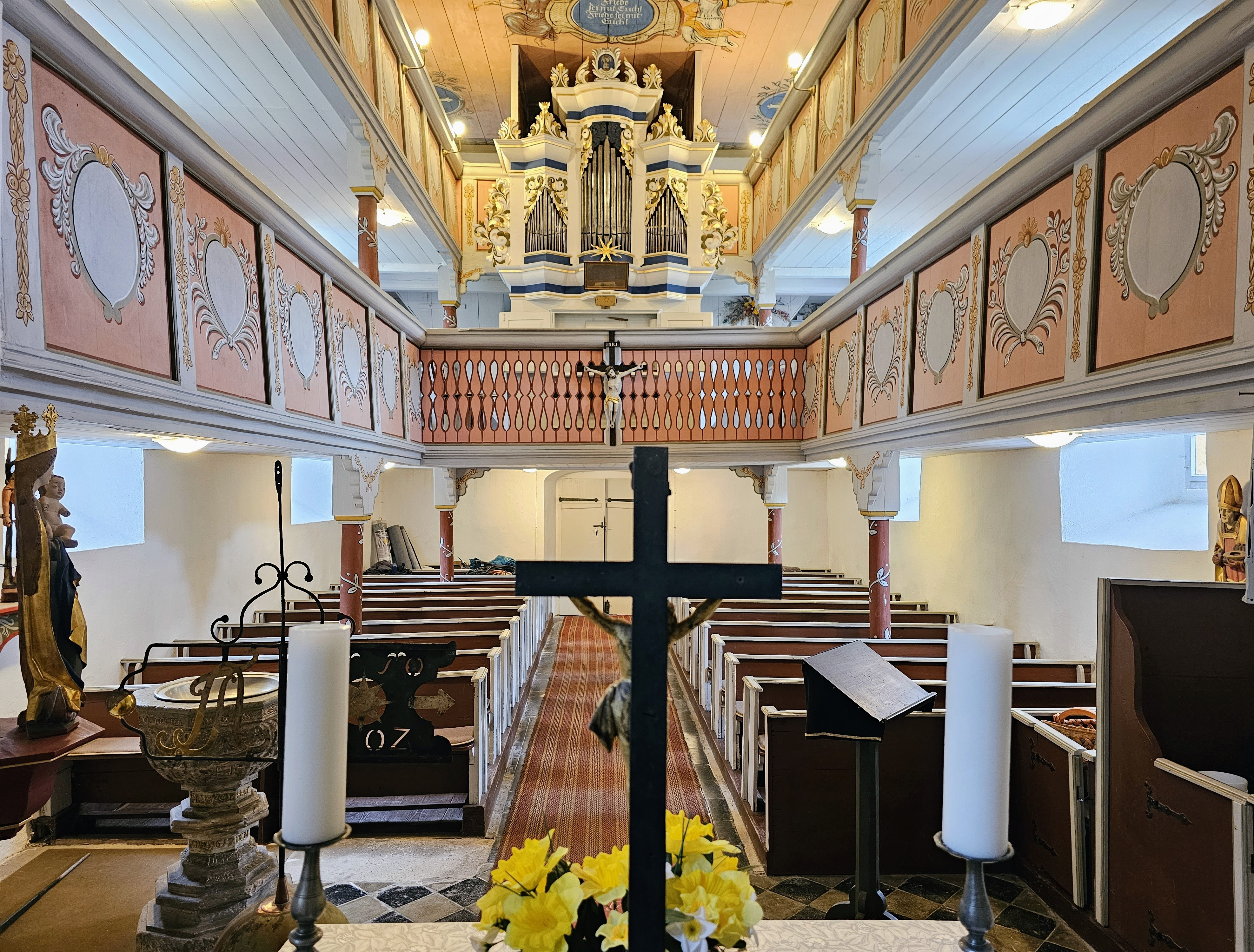
Innenraum, Blick zur Orgel

Die evangelisch-lutherische, denkmalgeschützte Dorfkirche Reitzengeschwenda steht in Reitzengeschwenda, einem Ortsteil von Drognitz im Landkreis Saalfeld-Rudolstadt von Thüringen. Die Kirchengemeinde Reitzengeschwenda gehört zum Pfarrbereich Drognitz im Kirchenkreis Rudolstadt-Saalfeld der Evangelischen Kirche in Mitteldeutschland.

## Beschreibung
Die Saalkirche stammt aus dem 12. Jahrhundert. Das rechteckige, verputzte Langhaus ist mit einem schiefergedeckten Walmdach bedeckt. 1711 wurde die Kirche vor allem im Bereich des Kirchenschiffes umgebaut. Neue Fenster wurden eingebaut und der Innenraum erhielt eine neue Flachdecke.
Der eingezogene Chorturm hat einen schiefergedeckten achtseitigen Aufsatz, in dem sich die Turmuhr befindet. Im Glockenstuhl hängen eine Bronzeglocke von 1760 und eine Eisenglocke von 1957. Darauf sitzt eine Haube, die von einer offenen Laterne mit Turmkugel bekrönt ist. 
Die Brüstungen der zweigeschossigen Empore sind volkstümlich, ornamentaler Manier ausgemalt. Außerdem befinden sich dort geschnitzte Figuren eines ehemaligen Altars aus dem 15. Jahrhundert, deren Ursprung nicht geklärt ist. Der Kanzelaltar ist mit Schnitzwerk in Form von Lorbeersträngen, Bändern und Blumen ausgestattet. Das Taufbecken aus dem 18. Jahrhundert ist mit einfachen Formen der Renaissance verziert.
Die Orgel mit 7 Registern, verteilt auf ein Manual und Pedal, erbaute vermutlich Johann Georg Fincke 1715 für einen unbekannten Ort. 1839 wurde sie durch Johann Michael Georgi nach Reitzengeschwenda umgesetzt und dabei leicht umdisponiert. 1987 erfolgte eine Restaurierung durch Thilo Viehrig (Restaurierungswerkstatt Schloss Kaulsdorf). Als Besonderheit blieben die Prospektpfeifen von einer Kriegsabgabe verschont und sind somit noch original.
Eine Innenrestaurierung erfolgte in den 1980er Jahren, 2023 wurde der Turm saniert.